# Lokomotiva 759
Lokomotiva řady 759 (do roku 1987 řada T 499.0) je dieselová lokomotiva s elektrickým přenosem výkonu určená původně pro vozbu rychlíků na hlavních tratích. Pro svůj tvar čela s jedním velkým kulatým reflektorem pod oknem stanoviště strojvedoucího si vysloužila přezdívku „Kyklop“. Dva prototypy byly v pražské ČKD vyrobeny v roce 1974 jako plánovaná náhrada nejvýkonnějších parních lokomotiv na neelektrizovaných tratích. Během následujících let prošly dlouhodobým testováním, mimo jiné i na expresu Ostravan z Bohumína do Prahy. Při zkouškách roku 1976 dosáhl první prototyp rychlosti 176 km/h a drží tak i v současnosti stále platný rychlostní rekord tuzemských motorových lokomotiv. K sériové výrobě však nedošlo a ani oba prototypy se v provozu dlouhodobě neudržely – po ukončení zkoušek přešly jako pronajaté do nákladní dopravy. Po mnoha závadách a požáru byl první prototyp odstaven koncem roku 1979 a krátce nato podobný osud potkal i druhý stroj. Oba stroje zakoupil Výzkumný ústav železniční (VÚŽ) a využíval lokomotivu T 499.0002 na zkušebním okruhu v Cerhenicích jako zátěžové a brzdicí vozidlo. První stroj byl zlikvidován roku 1989 po nárazových zkouškách.
Druhý stroj sloužil na okruhu do roku 1992, kdy byl po dalším požáru odstaven. Po přesunu do Nymburka a opravě sloužil jako neprovozní exponát na železničních výstavách až do roku 2012. Tehdy jej zpět odkoupil VÚŽ a přistavil na hlavní opravu spojenou s komplexní rekonstrukci. Na jaře 2015 byl opět oživen a navrácen do provozu. Kromě služby na cerhenické základně plní funkci historického vozidla a je předváděn veřejnosti na mnoha historických jízdách a akcích.

## Historie

### Vznik a zadání výroby

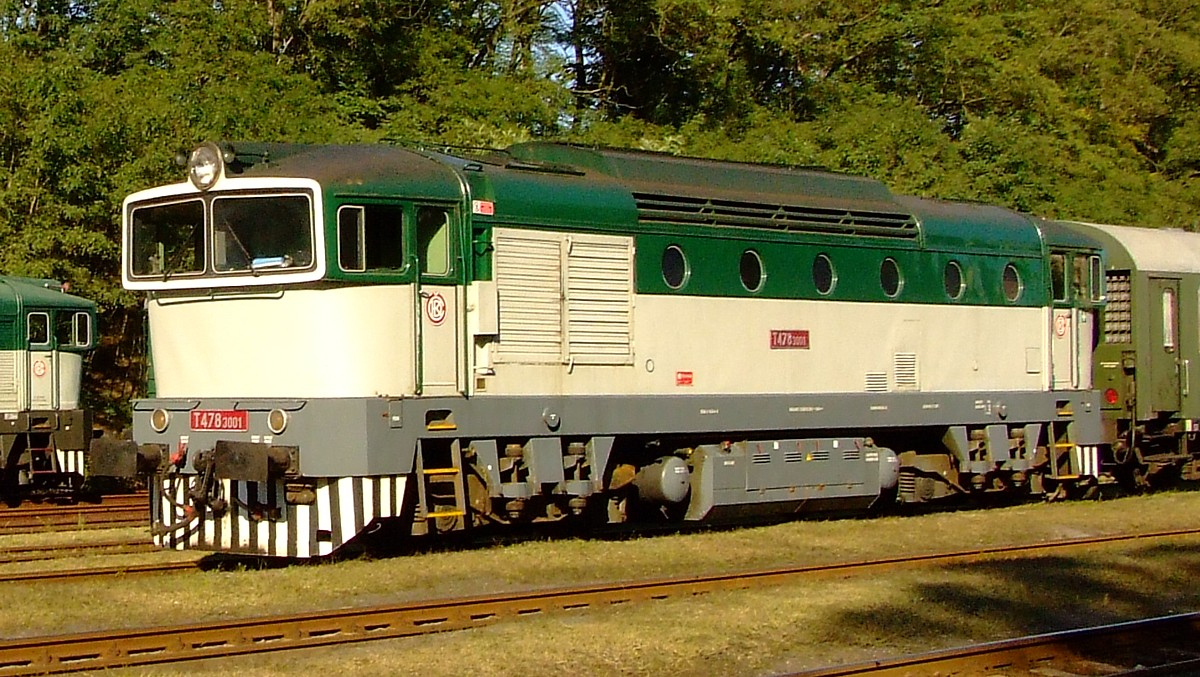
Prototyp řady T 478.3

V polovině 60. let byla v ČKD rozpracována konstrukce nového lokomotivního motoru řady 230, jehož plánované použití mělo být především ve strojích pro osobní a rychlíkovou dopravu. V roce 1968 byl tento motor pod označením K 12 V 230 DR poprvé použit v lokomotivě řady T 478.3, ale zároveň se měl stát hnacím agregátem pro připravovanou rychlíkovou lokomotivu s maximální rychlostí 140 km/h. Vývoj této lokomotivy započal již roku 1967 a původně měly být prototypy postaveny roku 1971. Pro zpoždění konstrukce a další problémy byla tohoto roku teprve hotova prototypová dokumentace a Federální ministerstvo dopravy (FMD) odeslalo do ČKD své zadání pro připravovanou lokomotivu. Mezitím začaly být po zkušebním provozu prototypů v roce 1970 hromadně vyráběny lokomotivy řady T 478.3, které se sice ukázaly pro dopravu přínosné a po prvotních problémech se osvědčily, přesto ale nebyly pro vedení nejdůležitějších a nejtěžších rychlíků a expresů na neelektrifikovaných tratích dostatečně rychlé a výkonné. Československé státní dráhy (ČSD) proto požadovaly novou, moderní, vysoce výkonnou a dynamickou motorovou lokomotivu, která by tyto předpoklady splnila. Zadávání výroby však narazilo na mnoho problémů, mezi něž patřila dohoda RVHP, podle které nesměly být v Československu takto výkonné motorové lokomotivy vyráběny. Přesto byla výroba prototypů odsouhlasena a zahájena po více než pěti letech od počátku vývojových prací, roku 1973. Hlavními konstruktéry lokomotivy byli Ing. Jiří Rumíšek a Ing. Augustýn Uliarczyk.

### Výroba a zkušební provoz
První exemplář označený T 499.0001 byl dokončen v červnu 1974 a během podzimu oživován. Počátkem roku následujícího přibyl druhý prototyp, jenž zároveň obdržel výrobní číslo 8888. Zatímco se první stroj stále zdržoval ve výrobním závodě, číslo 2 odešlo na železniční zkušební okruh do Cerhenic k prototypovým zkouškám. Technicko-bezpečnostní zkoušku zde vykonalo 23. července 1975 a poté začalo vyjednávání o jeho nasazení na vlacích ČSD v rámci testování. Stalo se tak 22. srpna na osobních vlacích do Berouna, hlavním cílem však bylo vyzkoušení na expresu „Ostravan“, který umožňoval denně najet více než 700 km rychlostmi až 120 km/h, navíc v té době se ještě nesmělo používat elektrické vytápění souprav mimo elektrifikované tratě. Do čela Ostravanu lokomotiva poprvé nastoupila o čtyři dny později. Přes veškerou snahu obsluhujícího personálu však stroj náročný provoz nezvládal s příliš zářnými výsledky a trpěl častými závadami; po třech měsících musel být provoz na Ostravanu pro téměř každodenní zpoždění a neschopnosti ukončen. První prototyp mezitím odjel na cerhenický zkušební okruh, aby se zde podrobil dalším testům. Při rychlostních jízdách zde dosáhl dne 22. července 1976 rychlosti 176 km/h a stanovil tím rychlostní rekord československých motorových lokomotiv, který drží do současnosti.
Koncem roku 1976 bylo jasné, že se lokomotivy pro mnoho problémů v rychlíkové dopravě neosvědčí (kromě spolehlivosti se jako jeden z hlavních problémů ukázala vysoká nápravová hmotnost), a následně přišlo rozhodnutí o jejich předání do dopravy nákladní. V lednu a únoru 1977 obě přešly do lokomotivního depa Děčín, kde měly posílit park řady T 478.3.

### Výběr stroje pro rychlíkovou dopravu

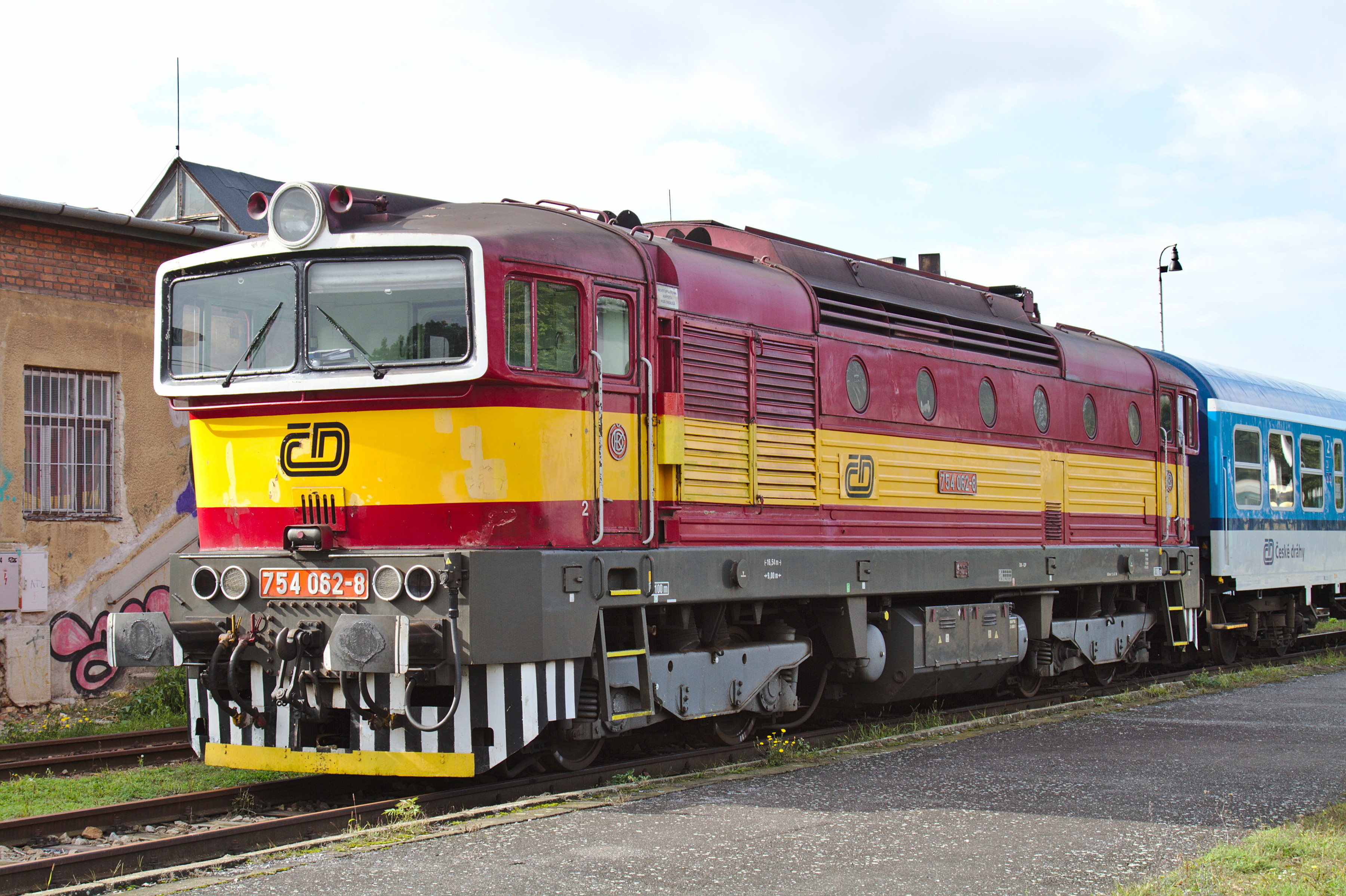
Lokomotiva řady 754

S lokomotivou řady T 499.0 bylo od počátku vývoje kalkulováno jako s nejvýkonnější tuzemskou motorovou lokomotivou, určenou pro dopravu rychlíků na dálkových tratích bez elektrifikace. Po zkušebním provozu prototypů ale sériovou výrobu železnice odmítly a to s sebou přineslo nutnost urychleného náhradního řešení. Zvolena byla cesta úpravy stávající řady T 478.3 s použitím elektrického topného alternátoru. Za tímto účelem došlo ke zvýšení výkonu spalovacího motoru na 1 460 kW a provedení dalších úprav. Nová lokomotiva získala označení řadou T 478.4 (později 754) a dva prototypy do zkušebního provozu nastoupily na sklonku roku 1975. Přesto složitý a dlouhý vývoj řady T 499.0 nepřišel zcela vniveč – pro řadu T 478.4 byly využity některé prvky poprvé vyzkoušené na lokomotivách řady T 499.0, například v podobě systému ARR. Celkem ve dvou sériích vzniklo 86 kusů této řady.
V červnu roku 1977 také bylo zpracováno závěrečné schvalovací řízení prototypů, které potvrdilo vysokou technickou úroveň lokomotiv a velmi dobré trakční a jízdní vlastnosti. Mimo jiné je v něm zmíněno, že lokomotivy nejsou u ČSD ekonomicky využitelné, proto ani sériová výroba nepřipadá v úvahu (zejména kvůli překročení hmotnosti a poddimenzovanému chladicímu systému motoru). Na základě tohoto dokumentu byly přehodnoceny i poslední úvahy o výrobě dalších strojů.

### Provoz vnákladní dopravě
V Děčíně byly lokomotivy provozovány na těžkých nákladních vlacích zejména na pražské trati. Poměrně dobře se osvědčily a výkonná EDB umožňovala efektivní udržování konstantní rychlosti soupravy, strojvedoucí si je proto vcelku oblíbili. Pro svou atypičnost ale i zde lokomotivy trpěly závadami, které je čas od času vyřazovaly z provozu.
Za těchto podmínek probíhal provoz obou strojů, stále pouze jako pronajatých (lokomotivy se nikdy nestaly majetkem ČSD, ale zůstaly ve vlastnictví výrobce), s většími či menšími úspěchy až do konce roku 1979. 23. listopadu tohoto roku vypukl ve strojovně prvního prototypu rozsáhlý požár, který se lokomotivní četě nepodařilo včas uhasit a stroj byl značně poničen. O tři měsíce později dojezdil na poruchu generátoru i druhý stroj a oba byly poté vráceny výrobci – FMD k 1. dubnu 1980 ukončilo zkušební provoz.

### Práce na zkušebním okruhu

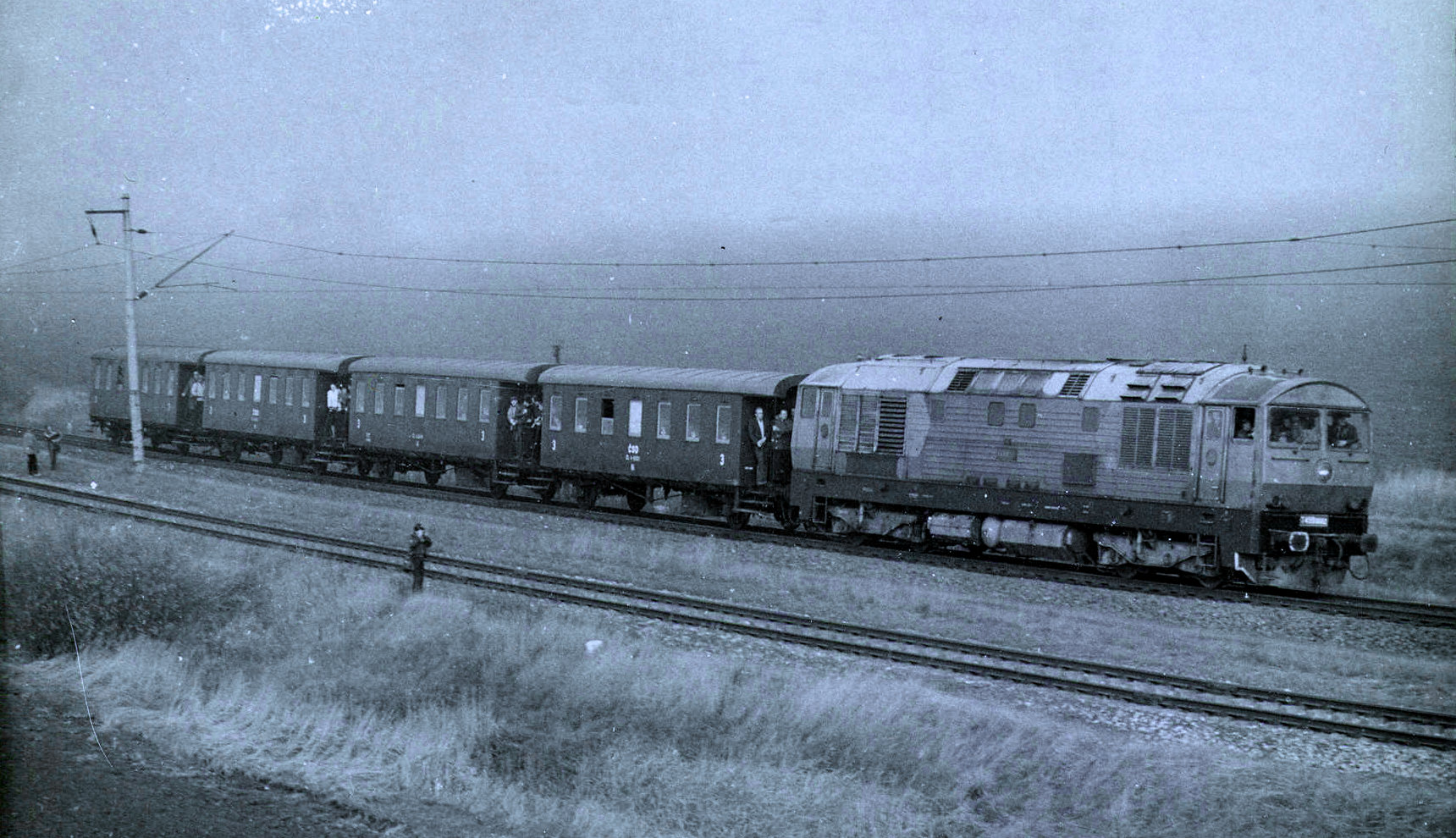
Druhý prototyp na zkušebním okruhu při oslavách v roce 1983

Po neslavném konci obou strojů u ČSD se vrátily zpět svému majiteli a ten řešil, co s nimi dál. Pro vysokou zůstatkovou hodnotu bylo neekonomické drahé a složité stroje po pouhých pěti letech provozu sešrotovat. Komisionální prohlídka potvrdila možnost opětovného zprovoznění alespoň druhého stroje a práce započaly ve druhém pololetí roku 1980. Po dalším vyjednávání o stroje projevil zájem Výzkumný ústav železniční (VÚŽ) s využitím na svém okruhu v Cerhenicích. Dohodu o spoluužívání obě strany podepsaly v březnu 1981 a lokomotivy se tak opět stěhovaly. Později VÚŽ obě lokomotivy odkoupil. Stroj T 499.0001 se už nikdy opravy nedočkal a dosloužil pouze jako vzorek pro nárazové zkoušky a zároveň zdroj náhradních dílů pro svého mladšího sourozence. Ten byl používán jako tažné a brzdicí vozidlo pro testované soupravy, přičemž vhodným nástrojem se stala výkonná EDB. Po kratším odstavení obdržel v létě 1988 nový nátěr, shodný s továrním, a vrátil se do práce na okruhu (jako jediné hnací vozidlo nezávislé trakce, patřící VÚŽ). V tomto období mu také byl definitivně odebrán systém ARR včetně všech komponentů. Po zavedení nového systému označování dle UIC v roce 1988 získal označení 759.601-8 (první prototyp ani přeznačen nebyl).[zdroj?]
Roku 1989 zbylo po mnoha nárazových zkouškách z prvního prototypu pouze torzo a byl rozložen; některé z jeho součástí ještě posloužily pro udržení v provozu druhého stroje. Ten již dlouho v Cerhenicích nejezdil – v roce 1992 jej po dalším, tentokrát už menším požáru majitel odstavil z provozu a používal jiné lokomotivy. O dva roky později byl přesunut jako neprovozní do depa v Nymburce.

### Historické vozidlo

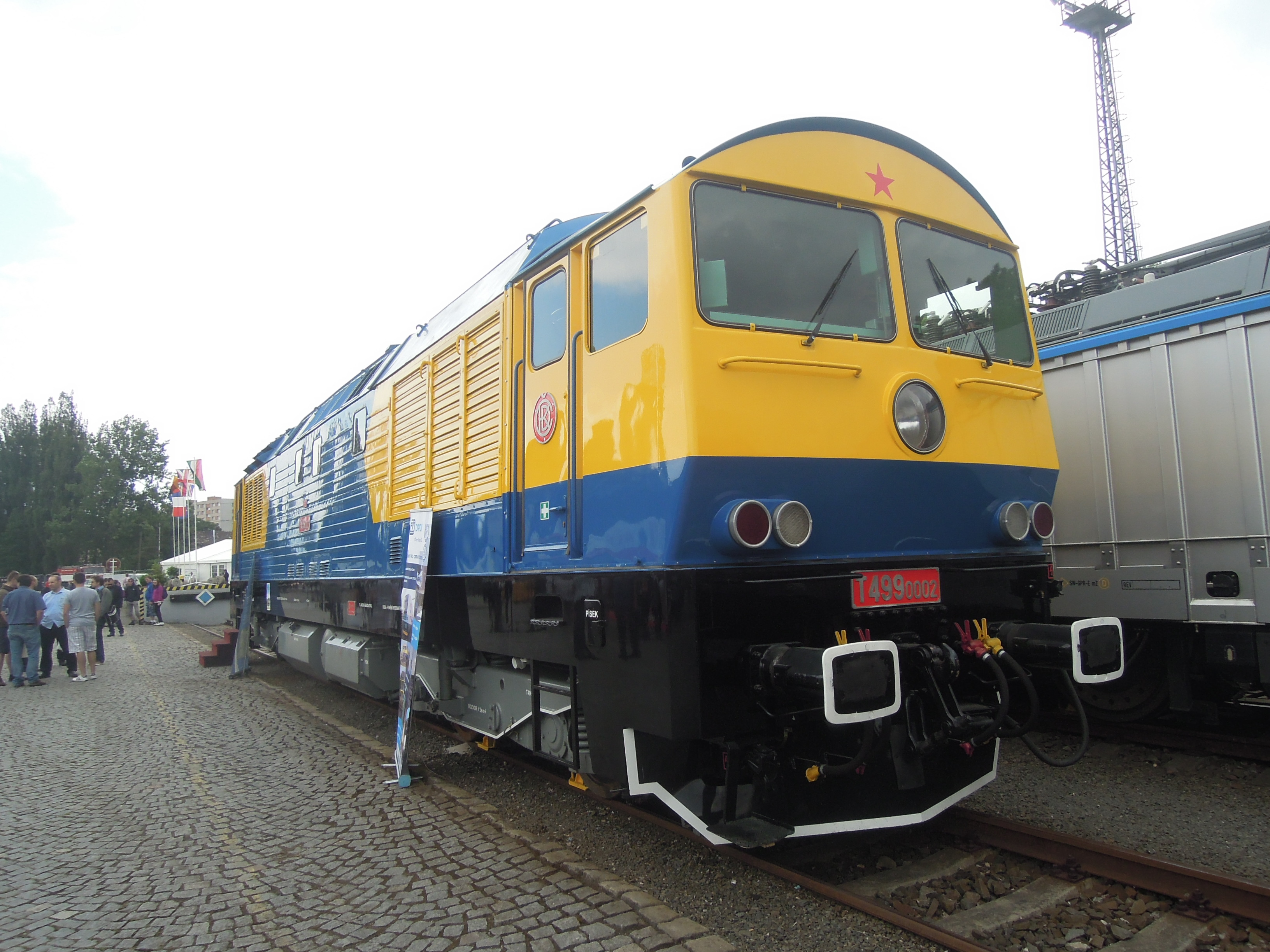
Stroj T 499.0002 na výstavě Czech Raildays v červnu 2015

V tomto období začíná existence druhého prototypu jako historického vozidla. V Nymburce mu byl obnoven nátěr a ukázal se na několika železničních výstavách; prosazen byl také jeho převod do majetku nově vzniklých Českých drah. Roku 1997 odjel na zápůjčku na výstavu do Bohumína, kde už zůstal v péči místního spolku přátel železnic. Zde pobýval více než deset let a odstaven v místní rotundě se objevoval stále pouze jako neprovozní exponát. Provedeny na něm byly další drobné opravy, které měly zamezit postupnému chátrání. Mezitím došlo konečně k jeho přeznačení na platné označení 759.002-9. 17. února 2003 byl stroj, ač v neprovozním stavu, prohlášen za kulturní památku.
Po letech v ústraní jej nakonec zpět zakoupil Výzkumný ústav železniční s tím, že plánuje jeho opětovné zprovoznění a navrácení původní podoby. Naposledy byl prezentován na nymburské výstavě v září 2012 a poté byl přistaven do místních Dílen pro opravy vozidel (DPOV), aby se zde podrobil hlavní opravě a náročné rekonstrukci. Kvůli atypičnosti původního motoru technici dosadili běžný motor K 12 V 230 DR, původem z lokomotivy 750.349. Při rekonstrukci byla lokomotiva navrácena téměř do původního stavu, zároveň ale osazena moderními systémy pro snadnější ovládání a zvýšení spolehlivosti. Po sérii zkušebních jízd na jaře 2015 vykonala v dubnu téhož roku svou novou technicko-bezpečnostní zkoušku a vrátila se mezi provozuschopná vozidla. V rámci testů na zkušebním okruhu „kyklop“ opět dosáhl své maximální rychlosti 140 km/h. Kromě jeho primárního využití na ŽZO v Cerhenicích jako hnacího a brzdicího vozidla při zkouškách je častým návštěvníkem různých železničních akcí a setkání.[zdroj?]

## Konstrukce

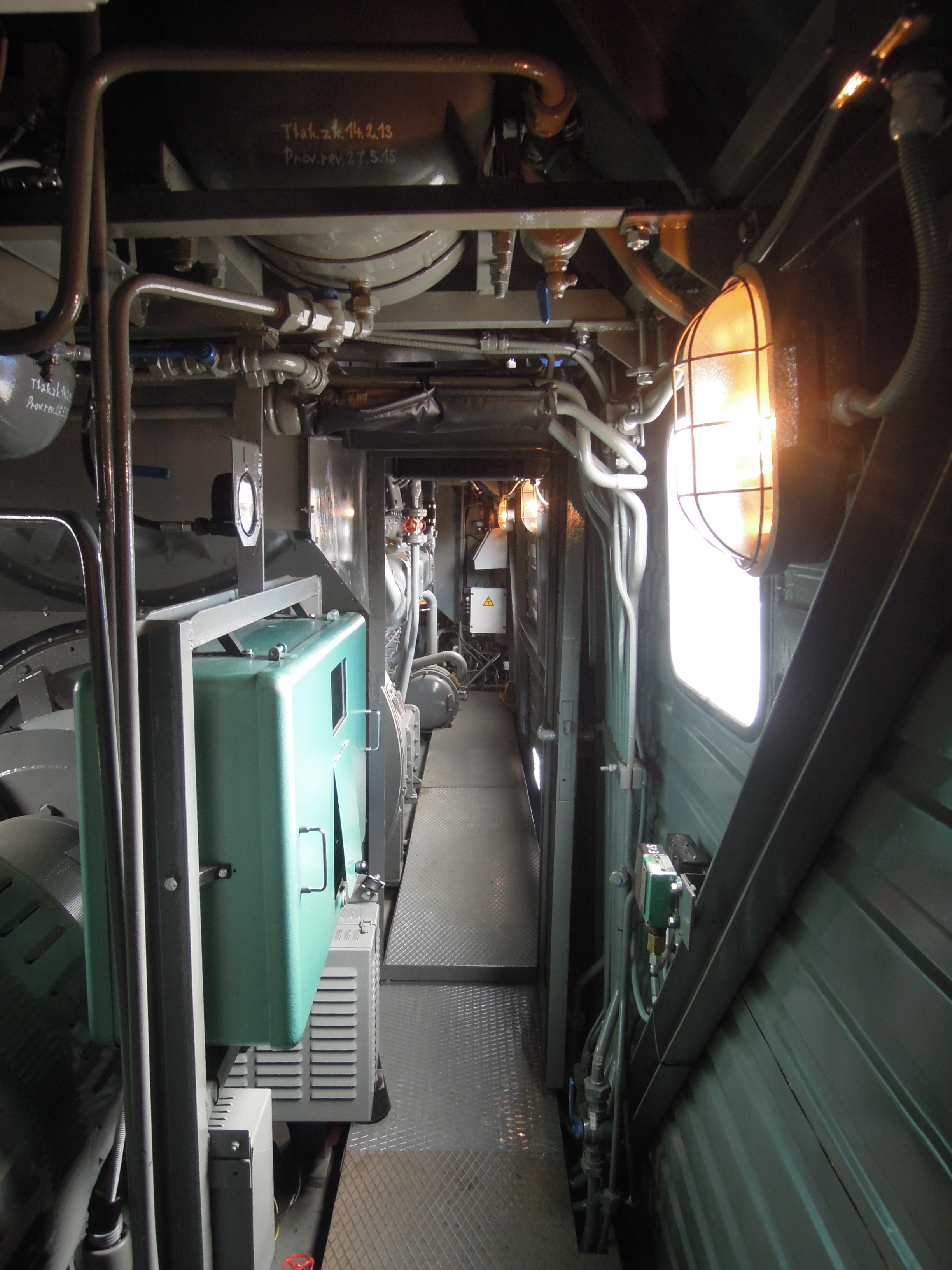
Pohled do uličky ve strojovně

### Mechanická část

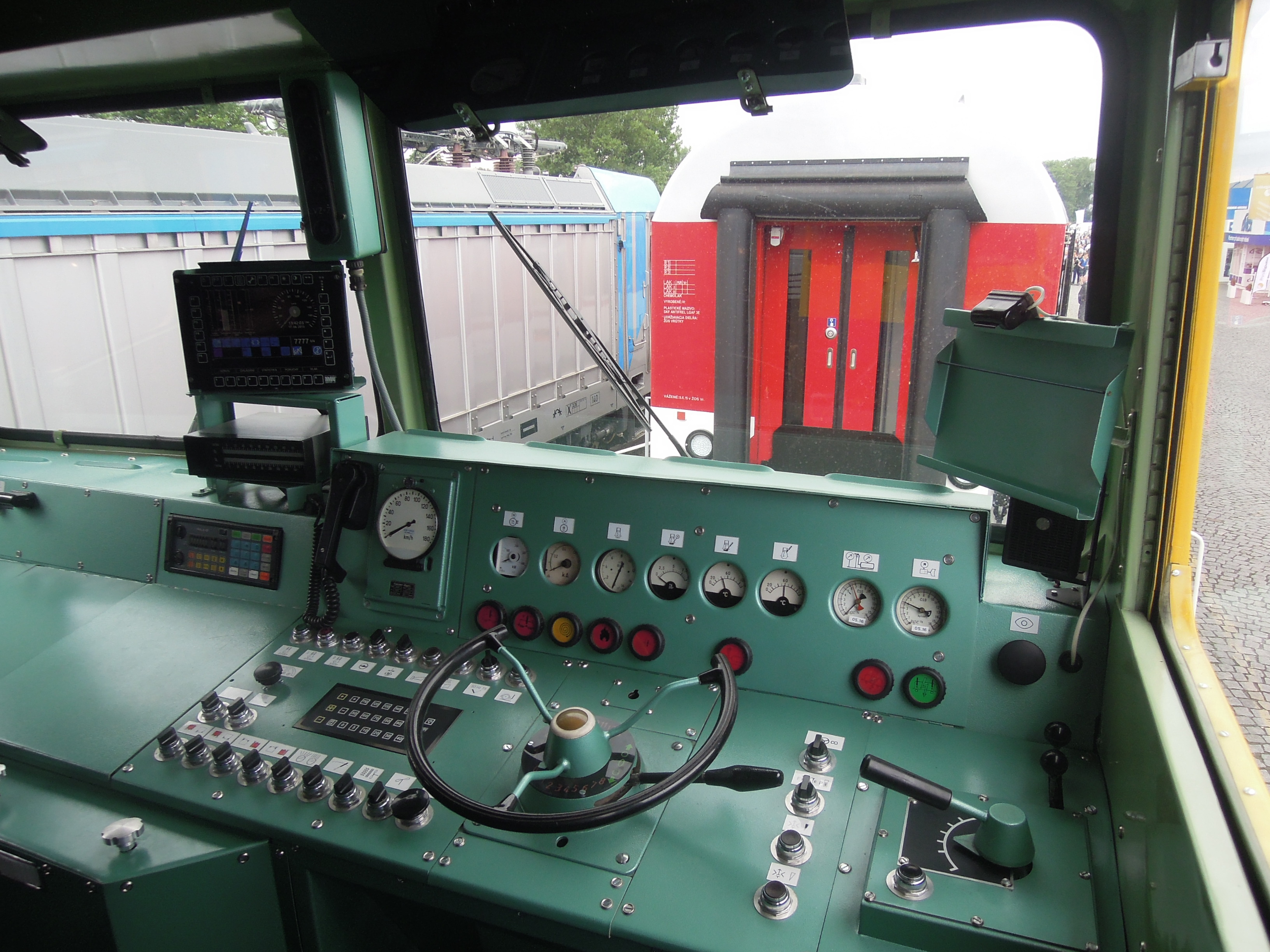
Stanoviště strojvedoucího po rekonstrukci

Lokomotiva je skříňového typu, se dvěma stanovišti strojvedoucího na obou koncích rámu. Pojezd tvoří dva dvounápravové podvozky; jednotlivá dvojkolí mají individuální pohon vlastními trakčními motory, umístěnými v podvozcích. Uložení skříně na podvozcích je řešeno šroubovými pružinami typu Flexicoil (první použití toho typu uložení u lokomotivy v Československu) s pomocnými hydraulickými tlumiči. Přenos tažných a brzdných sil je realizován přes hlavní otočný čep. Od vyrobení byly obě lokomotivy oděny do modrožluté barevné kombinace s černým rámem a světle šedým pojezdem. Velký hlavní reflektor, umístěný netradičně pod čelními okny, vysloužil stroji přezdívku „kyklop“.

### Pohonná část
Místo do té doby obvyklého čistě stejnosměrného elektrického přenosu výkonu bylo u řady T 499.0 přistoupeno k využití smíšeného střídavě-stejnosměrného přenosu. Spalovací motor K 12 V 230 DR byl čtyřdobý vznětový stojatý dvanáctiválec s uspořádáním válců do V, vrtáním 230 mm, zdvihem pístů 260 mm a přeplňováním pomocí dvojice turbodmychadel, pomocí jejichž úpravy se podařilo konstruktérům dosáhnout zvýšeného výkonu oproti verzi použité u lokomotiv T 478.3, a to 1 760 kW při 1 150 ot./min. Motor tvoří jeden montážní celek spolu s trakčním alternátorem TA 602 (který je na něj namontován přímo) a dynamostartérem D 208. Všechny tři součásti jsou propojeny společným hřídelem. Zbytek přenosové soustavy tvoří usměrňovač a stejnosměrné trakční motory typu TE 017. Vytápění soupravy zajišťuje topný alternátor A 403, spojený pružnou spojkou s hřídelem trakčního alternátoru. Kromě obvyklé přímočinné a samočinné tlakové brzdy je lokomotiva také vybavena elektrodynamickou brzdou (EDB) o výkonu 2 000 kW, pracující v osmi výkonových stupních. Prvky EDB jsou uloženy v menším prostoru strojovny, odděleném mezistěnou.

### Řízení
Regulaci výkonu zajišťuje mechanický kontrolér s jízdním voličem na pultech. Disponuje dvanácti jízdními stupni (a třináctým stupněm s vypnutým vytápěním vlaku). Při jízdě v manuálním režimu strojvedoucí volí řídicím kontrolérem jednotlivé stupně, kterými reguluje otáčky motoru. Kromě ručního řízení byly oba stroje jako první tuzemské motorové lokomotivy vybaveny systémem ARR (Automatická regulace rychlosti) s možností cílového brzdění, proto je i brzdič samočinné brzdy řízen elektricky. Po počátečních problémech a následných úpravách se však systém neosvědčil a později jej Výzkumný ústav železniční při působení na zkušebním okruhu demontoval.

### Poznámka
1. ↑  Jako uložení typu flexicoil se označuje jeden z typů tzv. bezkolébkového uložení skříně na podvozku, totiž použití šroubových pružin uspořádané tak, že pružiny přenášejí nejen osové, ale též příčné síly.[9]